# Państwo żywieckie

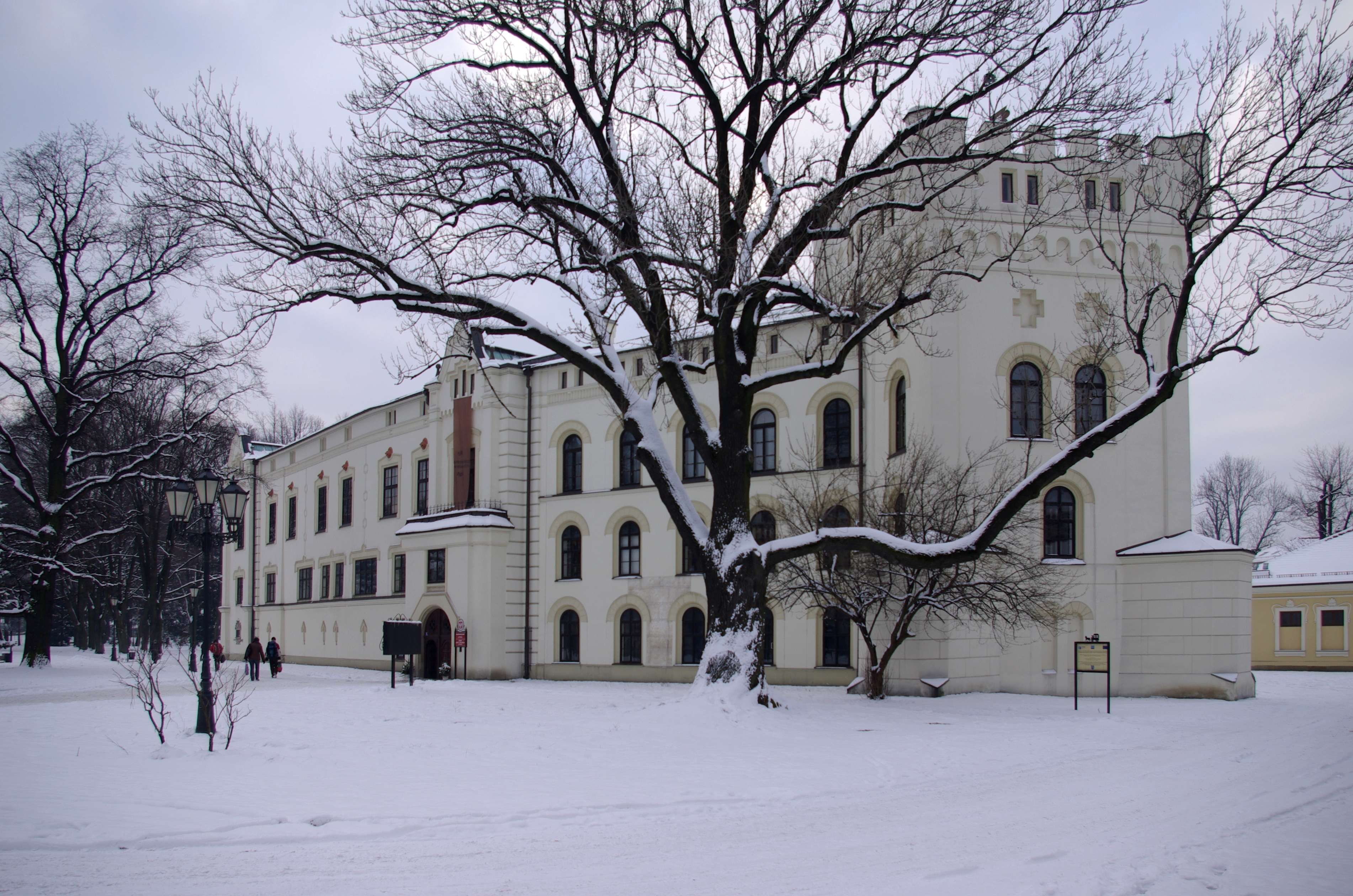
Stary Zamek w Żywcu – ośrodek administracyjny Państwa Żywieckiego w XVI wieku

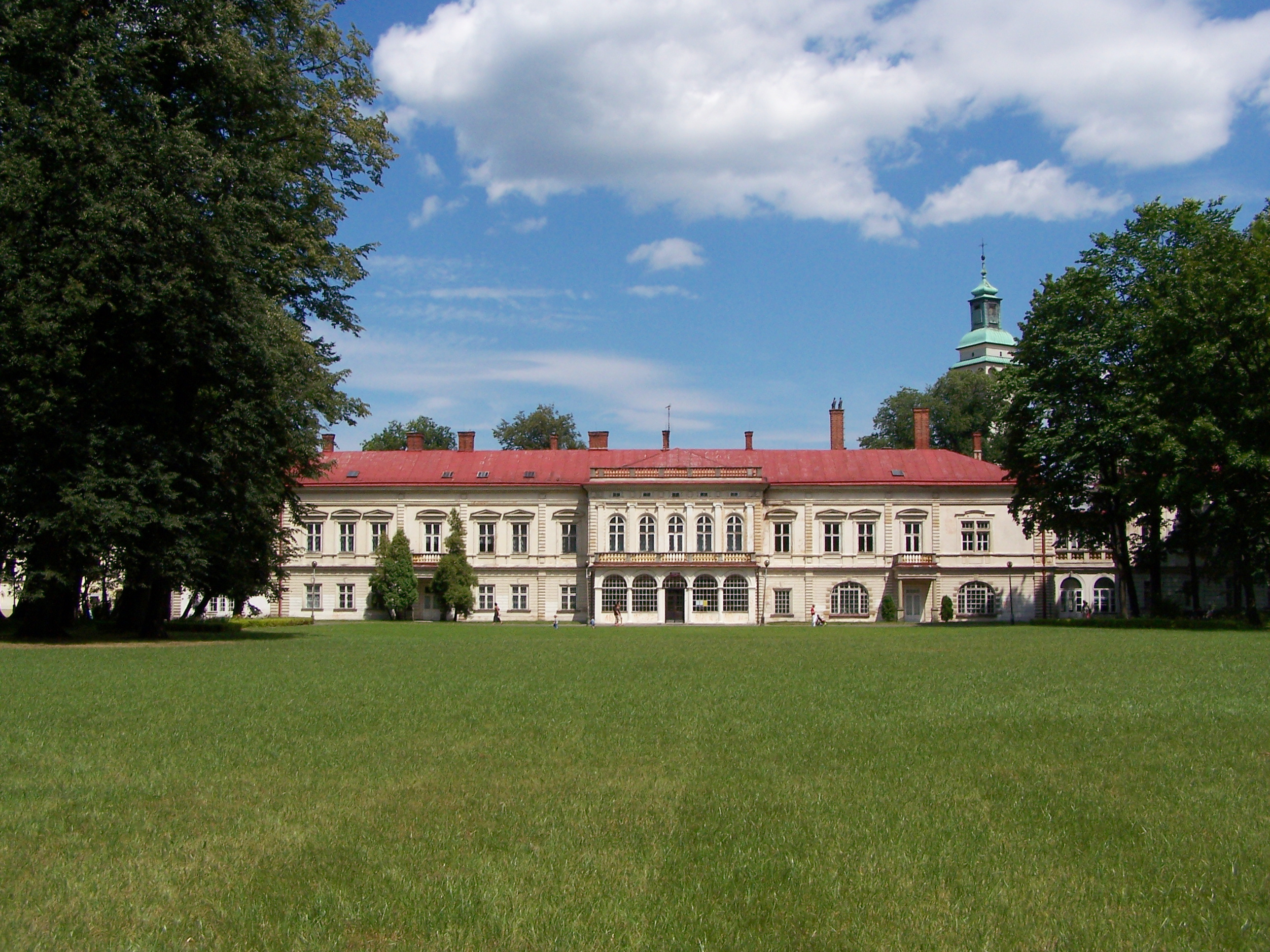
Nowy Zamek w Żywcu – pałac wzniesiony w Żywcu przez Habsburgów w XIX wieku

Państwo Żywieckie – określenie „państwo żywieckie” występuje po raz pierwszy w dokumentach kancelarii Piotra Komorowskiego herbu Korczak w latach 1467–1476. W roku 1467 król polski, Kazimierz IV Jagiellończyk nadał przywilejem królewskim „państwo żywieckie” jako ogromny majątek ziemski, za utracone majątki na Węgrzech. Piotr Komorowski stanął przed królem polskim pozbawiony wszelkich dóbr i ważnych strategicznie zamków. Kazimierz Jagiellończyk, chcąc jednak, choć w części, wynagrodzić mu te straty w 1474 roku, nadał Piotrowi Komorowskiemu przywilejem królewskim ziemie na terenie korony polskiej.

## Obszar państwa żywieckiego
W skład państwa żywieckiego hrabiego Komorowskiego z Orawy wchodziły takie miejscowości jak: Żywiec i wsie: Sporysz, Stary Żywiec, Pietrzykowice, Zabłocie, Moszczanica, Radziechowy, Cięcina, Łękawica, Rychwałd, Wieprz Duży i Mały oraz Lipowa. Komorowski otrzymał też starostwo niegrodowe barwałdzkie wraz z przynależnymi do niego wsiami: Barwałd, Stanisław, Gołuchowiec, Chocznia i Mikołaj kolo Wadowic. Zapisano mu również dożywotnio sto grzywien z żup wielickich i bocheńskich, trzy tysiące na zamku w Ojcowie i dwa tysiące florenów węgierskich na zamku w Barwałdzie. Wypłacono mu również sto grzywien jako zwrot kosztów podróży z Orawy do Łęczycy, gdzie wówczas przebywał król polski. Przejściowo do Komorowskiego należał też Nowy Targ wraz z okolicą. Hrabia Piotr Komorowski dostał również możliwość wykupienia od Słaboszowej Barwałdu, Ojcowa i Rakowic z okolicznymi wsiami.
W okresie korony polskiej w 1635 roku miasto Żywiec, znajdowało się w województwie krakowskim.

## Historia

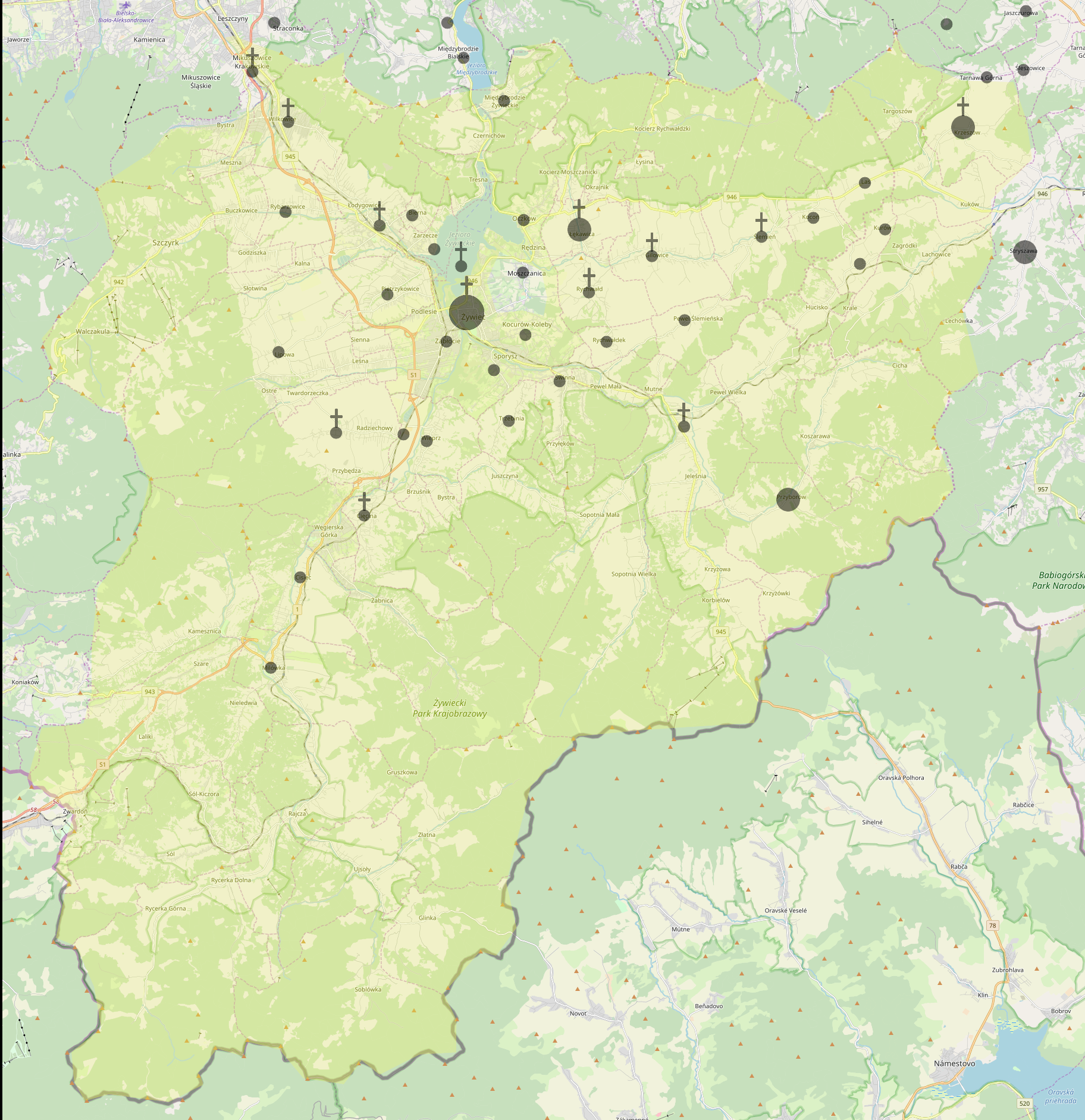
Majątek Krzysztofa Komorowskiego (1542-1608) z zaznaczonymi ówczesnymi wsiami i parafiami

### Komorowscy
Majętność ziemska zwana państwem żywieckim powstała w 1467 roku, na terenie, nad którym krótko wcześniej Księstwo oświęcimskie straciło kontrolę, z dawnych dóbr książęcych. Została ona nadana w dziedziczne władanie przez króla Kazimierza IV Jagiellończyka, Piotrowi Komorowskiemu jako nagroda za ukrócenie rozbójniczej działalności rodziny Skrzyńskich oraz zadośćuczynienie za straty materialne, jakich doznał on występując przeciwko Maciejowi Korwinowi i wspierając wyprawę Kazimierza Jagiellończyka na Węgry.
Komorowscy władali państwem żywieckim jako niepodzielnymi dobrami do 1608 roku. Po śmierci Krzysztofa Komorowskiego majętność została podzielona pomiędzy jego trzech synów. W wyniku działu spadkowego z pierwotnego latyfundium żywieckiego wydzielono trzy mniejsze: suskie, ślemieńskie i żywieckie.
Właściciel największej części dóbr i Żywca, Mikołaj Komorowski okazał się być utracjuszem. Z powodu długów w 1618 roku musiał sprzedać dobra łodygowickie. Gdy okazało się, że mimo to został bankrutem, dla ratowania swojej pozycji wystawił posiadane państwo żywieckie w całości na sprzedaż.

### Wazowie
W 1624 roku za cenę 600  000 zł odkupiła je królowa Konstancja Habsburżanka. Królowa, nabywszy dobra żywieckie, ich zarząd powierzyła staroście Krzysztofowi Czarneckiemu, zaś probostwo żywieckie oddała Stanisławowi Blochowi, pochodzącemu z Wielkopolski archiprezbiterowi brodnickiemu, dziekanowi pszczyńskiemu i oświęcimskiemu. W 1628 r. założyła kościoły parafialne w odleglejszych częściach dóbr, tj. w Milówce i Jeleśni, a także uporządkowała dochody dotychczasowych kościołów parafialnych w Żywcu i Radziechowach. Wszystkie parafie Żywiecczyzny należały przez dłuższy czas do dekanatu oświęcimskiego. W 1644 r. wyodrębniono z niego nowy dekanat żywiecki, do którego - oprócz żywieckiej - należały parafie w Bestwinie, Jeleśni, Komorowicach, Łodygowicach, Milówce, Radziechowach, Rychwałdzie i Ślemieniu.
Ponieważ prawo polskie zabraniało królom skupowania dóbr nieruchomych w kraju, na Sejmie walnym koronnym w Warszawie w marcu 1631 r. na dobra żywieckie nałożono obowiązkową kwotę wykupna w wysokości 600 tys. złotych, co oznaczało, że ...królowa dotąd dóbr tych spokojnie używać będzie, póki rzeczona summa bądź przez rzeczpospolitą bądź przez kogokolwiek ze szlachty krajowej pojedynczo lub wspólnie z innymi te dobra wykupującego, byle naraz, do rąk królowej albo po jej zejściu potomstwu jej oddana i odliczona nie będzie.
Po śmierci królowej w 1631 r. współwłaścicielami latyfundium zostali Jan Kazimierz Waza i Karol Ferdynand Waza. W rękach Wazów posiadłość żywiecka znajdowała się do 1672 roku. W czasie potopu szwedzkiego ucierpiał sam Żywiec, zajęty zaledwie na jedną noc przez Szwedów, którzy ...w miasto wjechali i ono zrabowali (...), paląc następnie szereg zabudowań.
W okresie I Rzeczypospolitej w skład państwa żywieckiego wchodziły miasto Żywiec i sześć kluczy: obszarski, jeleśniański, wieprzski, starożywiecki, lipowski i Węgierskiej Górki. Szacuje się, że dobra te ok. połowy XVII wieku przynosiły dochód w wysokości 26 tys. złotych rocznie.

### Wodzicki
Po śmierci Jana II Kazimierza herbu Waza, w latach 1672–1675 państwo żywieckie, dzierżawił Wawrzyniec Wodzicki.

### Wielopolscy
Następnie właścicielem Żywiecczyzny został Jan Wielopolski, który w 1678 roku kupił ją na własność. W 1712 roku majątek obejmował 45 wsi. W rękach Wielopolskich państwo żywieckie znajdowało się do 1838 roku. W XVIII wieku uległo uszczupleniom i dwóm spadkowym podziałom. W 1772 roku po I rozbiorze znalazło się na terenie Galicji. W XIX wieku Adam Wielopolski, nie potrafiąc zapanować nad ubożeniem majątku, wystawił go na sprzedaż.

### Habsburgowie
Kupił go przedsiębiorczy arcyksiążę Karol Ludwik Habsburg i włączył w skład Komory Cieszyńskiej. Do końca XIX wieku Habsburgowie cieszyńscy jeszcze kilkakrotnie przeprowadzali na Żywiecczyźnie transakcje wykupu ziemi, dzięki czemu państwo żywieckie w całości znalazło się w ich władaniu. Za czasów Albrechta Fryderyka Habsburga zostało znacznie powiększone o dobra w Małopolsce poprzez wykup w 1878 roku od rodziny Saint Genois d’Anneaucourt dóbr dawnej królewszczyzny lanckorońskiej.
W drugiej połowie XIX wieku państwo żywieckie wraz z księstwem cieszyńskim stanowiło jeden z najlepiej rozwiniętych i dochodowych majątków w Austro-Węgrzech. Przyczyniło się do tego przede wszystkim wybudowanie wielu nowoczesnych zakładów przemysłowych oraz rozwijanie na dużą skalę gospodarki leśnej.
W 1895 roku majątek odziedziczył Karol Stefan Habsburg, który zapoczątkował żywiecką linię Habsburgów. Po I wojnie światowej państwo żywieckie znalazło się w granicach Rzeczypospolitej Polskiej. Podobnie jak majątek księstwa cieszyńskiego zamierzano je znacjonalizować. W latach 1919–1924 dobra poddano przymusowemu zarządowi. Ostatecznie jednak uznano, że spolszczeni Habsburgowie żywieccy mogą je zatrzymać jako prywatną własność. W 1933 roku dobra odziedziczył Karol Olbracht Habsburg.

### II Rzeczpospolita Polska rok 1918
W 1919 roku, po odzyskaniu przez Kraj niepodległości rząd polski II RP skonfiskował państwo żywieckie, jako majątek członków zaborczego austriackiego domu panującego. Habsburg związany z ziemią polską, starał się o odzyskanie utraconych posiadłości i otrzymanie polskiego obywatelstwa dla siebie i rodziny. Uzyskał je w 1920 roku ze względu na swoją postawę obywatelską. Wstawił się też za nim król hiszpański Alfons XIII, siostrzeniec Habsburga. Król Hiszpanii interweniował w sprawie majątku u prezydenta II Rzeczypospolitej Polskiej, Stanisława Wojciechowskiego, proponując w zamian swe poparcie dla polskich spraw na forum międzynarodowym. Przymusowy zarząd dóbr żywieckich (państwa żywieckiego) został zniesiony ostatecznie w sierpniu 1924 roku.

### III Rzesza Niemiecka
W czasie II wojny światowej, po aresztowaniu właściciela i umieszczeniu Habsburga w więzieniu, państwo żywieckie zostało poddane zarządowi komisarycznemu władz na terenach okupowanych przez III Rzeszę. W czasie okupacji niemieckiej w latach 1939–1944 obowiązywała niemiecka nazwa miasta (Saybusch), ulicom nadano nazwy niemieckie. Jesienią 1940 r. w ramach tzw. Aktion Saybusch (Akcja Żywiec) okupant wysiedlił ok. 22 tys. mieszkańców Żywiecczyzny na tereny Generalnego Gubernatorstwa, wprowadzając w ich miejsce mniejszą liczbę osadników niemieckich.

### Po zakończeniu działań zbrojnych w Europie
Państwo żywieckie jako prywatny majątek przestało formalnie istnieć w 1944 roku na mocy Dekretu Polskiego Komitetu Wyzwolenia Narodowego o reformie rolnej.
Po roku 1945 rodzina Habsburgów żywieckich próbowała część majątku odzyskać, jednak bez rezultatu.

### Czasy Unii Europejskiej
- Obecnie spadkobiercy: Karol Stefan Habsburg i Renata Habsburg, wystąpili z wnioskiem o zawarcie ugody w sprawie zwrotu rodzinie nieruchomości w Żywcu[16][17].